# 꺾인 현 정리
기하학에서, 꺾인 현 정리(영어: broken chord theorem)는 주어진 원의 연이어진 두 현으로 이루어진 경로의 중점을 찾는 정리이다.

## 정의
주어진 원의 호 {\displaystyle ACB}의 중점을 {\displaystyle M}라고 하고, {\displaystyle M\neq C}라고 하자. 또한 {\displaystyle M}을 지나는 현 {\displaystyle AC}와 {\displaystyle BC} 가운데 더 긴 하나의 수선의 발을 {\displaystyle D}라고 하자. 꺾인 현 정리에 따르면, {\displaystyle D}는 두 현 {\displaystyle AC}와 {\displaystyle BC}로 이루어진 경로의 중점이다.:1, §1.1, (a)

## 증명

### 아르키메데스의 증명
아르키메데스의 증명은 대략 다음과 같다. 편의상 {\displaystyle AC>AB}라고 하자. {\displaystyle M}의 정의에 의하여 {\displaystyle MA=MB}이다. 선분 {\displaystyle AC}의 {\displaystyle A}에서 {\displaystyle C} 방향의 연장선이 {\displaystyle M}을 중심으로 하고 선분 {\displaystyle MA}와 {\displaystyle MB}를 반지름으로 하는 원과 점 {\displaystyle E}에서 만난다고 하자. 그렇다면, 원래 원과 새로운 원이 공통으로 갖는 호 {\displaystyle AB}에 의하여
{\displaystyle \angle ACB=\angle M=2\angle E}
이며, 따라서 {\displaystyle \angle CBE=\angle CEB}이다. 즉, 삼각형 {\displaystyle BCE}에서 {\displaystyle BC=CE}가 성립한다. 직선 {\displaystyle MD}는 원의 중심 {\displaystyle M}을 지나는 현 {\displaystyle AE}의 수선이므로, 점 {\displaystyle D}는 현 {\displaystyle AE}의 중점이다. 즉,
{\displaystyle AD=DE=CD+CE=CD+BC}
이다.

### 패트루노의 증명
그레그 패트루노(영어: Gregg Patruno)의 증명은 대략 다음과 같다. 편의상 {\displaystyle AC>AB}라고 하자. {\displaystyle M}의 정의에 의하여 {\displaystyle MA=MB}이다. 선분 {\displaystyle MC}는 {\displaystyle M}을 중심으로 하고 선분 {\displaystyle MA}와 {\displaystyle MB}를 반지름으로 하는 원의 현이므로, {\displaystyle \angle MAC=\angle MBC}이다. 선분 {\displaystyle AC} 위에서 {\displaystyle AC'=BC}인 점 {\displaystyle C'}을 잡자. 그렇다면 삼각형 {\displaystyle MAC'}과 {\displaystyle MBC}는 서로 합동이며, 특히 {\displaystyle MC'=MC}이다. 또한 직선 {\displaystyle MD}는 직선 {\displaystyle CC'}의 수선이므로, {\displaystyle C'D=CD}이다. 따라서
{\displaystyle AD=AC'+C'D=BC+CD}
이다.